# V354 Cephei
V354 Cephei je hvězda v Mléčné dráze. Patří mezi červené veleobry, je jednou z největších známých hvězd - přibližně 1 520krát větší než Slunce, od něhož je vzdálena přibližně 9 000 světelných let.